# パンダ
パンダ (panda) は、ネコ目（食肉目）に属するジャイアントパンダ（クマ科）とレッサーパンダ（レッサーパンダ科）の2種の総称。熊猫（シュウマオ）とも。ただし単にパンダといった場合、ジャイアントパンダのことを指すことが多い。
ジャイアントパンダとレッサーパンダは食肉目に属しながらともに草食適応を果たした種であるが、Ledje and Arnason（1996a, b）の分子系統解析などにより両者は近縁ではないと結論づけられている。中国を代表する動物だが、生息地は四川省の一部などと狭く、中国全土に生息しているわけではない。

## 呼称
単にパンダといった場合にはジャイアントパンダのことを指すことが多い。しかし、先に西洋に報告されたのは1821年に博物学者に知られることとなったレッサーパンダ (Hardwicke,1826) で、ジャイアントパンダが報告される (David,1869) まで唯一のパンダとして知られていた。
先に発見されたレッサーパンダに対して「パンダ」と命名され、後に類縁関係にあると見做されたジャイアントパンダが発見されたことを受けて、従来のパンダをレトロニムでレッサーパンダ（英lesser panda 「小さい方のパンダ」の意）と呼ぶようになったという経緯がある。
パンダの語源は明らかでないが、ネパール語のnigalya ponyaだといわれている（nigalyaは竹、ponyaは母指球あるいは爪を意味するponjaに由来）。
中国語では、パンダを熊猫（繁体字: 熊貓、簡体字: 熊猫、拼音: xióngmāo）、ジャイアントパンダを大熊猫（繁体字: 大熊貓、簡体字: 大熊猫）、レッサーパンダを小熊猫（繁体字: 小熊貓、簡体字: 小熊猫）と呼ぶ。これらの使い分けは、本項のパンダと同様である。「熊猫」の字義に着目すると、ジャイアントパンダと体格などの共通点に乏しい「猫」の字が使われていることは不可解であるが、原義はレッサーパンダのことだということを念頭に置けば理解しやすい。なお、現在の台湾ではジャイアントパンダの方は「猫熊」と呼ばれている。

## パンダの系統問題
ジャイアントパンダとレッサーパンダの類縁関係については現生種が少ないこともあり長く議論が行われた。

### 分子系統学等による解明
ジャイアントパンダとレッサーパンダは高度に草食適応を示す種で、ともに竹を主食にしており、それを掴むため前肢の橈側手根骨が肥大化している。このことから、これら2種は近縁と考えられ、パンダ科（Ailuridae、先に発見されたレッサーパンダ属が模式のためレッサーパンダ科とも）が置かれることもあった。クマ科やアライグマ科に入れられるときも、2種が近縁であることを前提として論じられることが多かった。
しかし、ジャイアントパンダについてはDavid（1869）やDavis（1964）の解剖学的分析によりクマ科の系統に近縁な種とされ、分子情報を用いた研究からもそれが明らかになった。一方でレッサーパンダの進化的類縁関係については21世紀になってからも議論が続いたが、2010年代にはレッサーパンダはイタチ上科の中でスカンク科に続いて2番目に分岐した系統であるとみられるに至った。ジャイアントパンダはクマ科、レッサーパンダはレッサーパンダ科（現生種はレッサーパンダのみ）に分類されている。この両科の関係は遠い。2種の共通点は収斂進化によるものだったことが判明している。

### パンダを含む系統
M.J.Salesaらによる系統を、絶滅種を除くなどして簡略化。なお、『ネコ目』に書かれている分類と異なり、スカンク科を置いていない。
レッサーパンダ科（Ailuridae）は訳が違うだけでかつてのパンダ科と同じ科だが、現在のレッサーパンダ科に含まれるのはレッサーパンダ及び近縁と考えられる化石種のみである。
- クマ下目
  - クマ科
    - ジャイアントパンダ
    - その他のクマ科＋鰭脚類
- イタチ小目
  - レッサーパンダ科
  - その他のイタチ小目
    - イタチ科
    - アライグマ科